# Erdőszengyel
Erdőszengyel (románul Sângeru de Pădure): falu Romániában, Maros megyében. Nagyernye községhez tartozik.

## Története
Első írásos említése 1409-ből való, amikor Zengelnek írják, 1471-ben pedig Zengyel néven említik.
Egy 1730 körüli adásvételi szerződésben Erdőkengyel néven szerepel.